# Kanjirappally
Kanjirappally – miasto w Indiach, w stanie Kerala. W 2011 roku liczyło 32 680 mieszkańców.